# Conesus Lake
Der Conesus Lake ist einer der kleineren Seen der Finger Lakes im Westen des US-Bundesstaats New York. 
Es handelt sich beim Conesus Lake um den westlichsten der elf Finger Lakes.
Er liegt 35 km südlich von Rochester.
Der Abfluss des Sees befindet sich an dessen Nordende beim Hamlet Lakeville in der Town of Livonia im Livingston County.
Der See wird über den Conesus Creek zum Genesee River entwässert.
Der Conesus Lake entstand als Moränensee am Ende der letzten Eiszeit vor ca. 10.000 Jahren.
Er hat eine Nord-Süd-Ausdehnung von 13 km und weist eine Breite zwischen 1 und 1,5 km auf.
Der See liegt auf einer Höhe von 249 m und ist bis zu 20 m tief.
Nahe dem südlichen Seenende liegt die Town of Conesus.
Conesus Lake Boat Launch ist ein State Park am Ostufer nahe der Siedlung Livonia.
Im August 2006 bestätigte das New York State Department of Environmental Conservation, dass Fische im See an der 
Viralen Hämorrhagischen Septikämie (VHS) erkrankt sind.
In den Wintermonaten gefriert die Oberfläche des Conesus Lake und bietet die Möglichkeit für Schneemobilfahren und Eisfischen. 
Jedes Jahr am Abend des 3. Juli nehmen die Bewohner im Umkreis des Sees am traditionellen "Ring of Fire" teil.
Dieser wird von der Conesus Lake Association veranstaltet.
Es werden schätzungsweise 10000 Bengalische Feuer um den See herum entzündet und ein Feuerwerk veranstaltet.